# Кенде, Иштван
Иштван Кенде (венг. Kende István; 13 марта 1917, Марамарошсигет, комитат Мармарош, Транслейтания, Австро-Венгрия, ныне Румыния — 13 ноября 1988, Будапешт, Венгерская Народная Республика) — венгерский политолог и историк. Член Всемирного совета мира. Как исследователь, Кенде в основном занимался историей развивающихся стран, международных отношений после Второй мировой войны, Африки, Индии, Индонезии, а также проблемами войны и мира. Публиковал монографии, учебники и статьи в профессиональных журналах, а также писал радиопьесы, киносценарии и переводил художественные произведения с французского. 

## Биография
В 1935—1937 гг. учился в Высшей коммерческой школе Парижа, затем вернулся в Венгрию. Работал в частном бизнесе, затем в 1940—1944 гг. слесарь и участник антинацистского подполья, во время Второй мировой войны возглавлял вооружённую группу сопротивления в Будапеште. В 1945 г. был секретарём союза молодёжи. В 1946—1949 гг. — сотрудник отдела агитации и пропаганды ЦК Венгерской коммунистической партии, в 1949—1956 гг. — заведующий отделом министерства просвещения Венгрии, в 1956 г. недолгое время заместитель министра. 
В 1957—1960 гг. — международный обозреватель газеты Népszabadság, в этот период опубликовал также несколько популярных страноведческих книг: «Индия перед сезоном дождей» (венг. India monszun előtt; 1958), «Нитка жемчуга на шее бога. Отчёт о поездке в Индонезию» (венг. Gyöngyfüzér Isten nyakán. Riportkönyv Indonéziáról; 1959), «Доброе утро, Африка! Путешествие по Гвинее» (венг. Jóreggelt, Afrika! Guineai útirajz; 1961). Затем был советником министерства иностранных дел. 
В 1963—1977 гг. — профессор кафедры международных отношений Университета экономических наук имени Карла Маркса (ныне Университет Корвина), доктор наук (1976). Кроме того, преподавал в Будапештском университете технологии и экономики и партийной школе Венгерской социалистической рабочей партии. Как приглашённый исследователь работал также в Стокгольмском институте исследования проблем мира (отделение в Осло, 1968 и 1977) и в Гамбургском университете (1982). В 1976 году получил степень доктора наук. В 1977 году вышел на пенсию.

## Научная деятельность
В 1960-е гг. изучал политические процессы в развивающихся странах, написал книги «Распад колониальной системы» (венг. A gyarmati rendszer felbomlása; 1961), «Распад французской колониальной империи в Западной Африке» (венг. A francia gyarmatbirodalom felbomlása Nyugat-Afrikában; 1964), «Некапиталистический путь развивающихся стран» (венг. Fejlődő országok nem-kapitalista útja; 1966), учебное пособие «Борьба народов стран Чёрной Африки за новые пути развития» (венг. A "fekete-afrikai" országok népeinek harca a fejlődés új útjaiért; 1964, переработанное издание 1966). Главный редактор фундаментальной 1327-страничной «Энциклопедии развивающихся стран» (венг. Fejlődő országok lexikona; 1973). Опубликовал также «Историю дипломатических отношений после Второй мировой войны» (венг. A diplomáciai kapcsolatok története a második világháború után; 1966), последующие издания выходили под названием «Горячий мир, холодная война. История дипломатических отношений 1945—1956» (венг. Forró béke, hidegháború. A diplomáciai kapcsolatok története 1945–56; 1970, 1979). 
В дальнейшем занимался главным образом новейшей историей войн. Опубликовал, продолжая исследования в режиме реального времени, обзорные книги «Восемьдесят восемь войн 1945—1967 гг.» (венг. Nyolcvannyolc háború 1945-1967; 1968), «Локальные войны в Азии, Африке и Латинской Америке, 1945—1969» (венг. Helyi háborúk Ázsiában, Afrikában és Latin-Amerikában, 1945–1969; 1972), «Сто двадцать войн современности. 1945—1976» (венг. Napjaink százhúsz háborúja. 1945-1976; 1979) и наконец «Войны после 1945 года: эмпирическое исследование» (нем. Kriege nach 1945: eine empirische Untersuchung; 1982). Был главным редактором Словаря развивающихся стран (Fejlődő országok lexikona), опубликованного в 1973 году. 
В своих исследованиях сочетал марксистскую методологию с солидным эмпирическим материалом и квантитативными методами. Кенде принадлежит подсчёт, согласно которому за 30 лет после Второй мировой войны лишь в течение 26 дней на Земле не было ни одной войны.

## Избранная библиография
- Kende István beszéde a MADISZ aktíva VI. 18-iki ülésén; Szikra, Bp., 1945
- A propaganda szervezése és módszerei; Szikra, Bp., 1947 (Szemináriumi füzetek iparvárosok számára)
- India monszun előtt; Bibliotheca, Bp., 1958
- Gyöngyfüzér Isten nyakán. Riportkönyv Indonéziáról; Gondolat, Bp., 1959
- Jóreggelt, Afrika! Guineai útirajz; Gondolat, Bp., 1961 (Világjárók)
- A gyarmati rendszer felbomlása; Kossuth, Bp., 1961
- A "fekete-afrikai" országok népeinek harca a fejlődés új útjaiért; MSZMP Nemzetközi Politikai Kapcsolatok és Nemzetközi Munkásmozgalom Története Tanszék, Bp., 1964
- A francia gyarmatbirodalom felbomlása Nyugat-Afrikában (Bp., 1964)
- A fekete-afrikai országok harca a fejlődésért és a függetlenségért; MSZMP Pártfőiskola, Nemzetközi Munkásmozgalom Története Tanszék, Bp., 1966
- A diplomáciai kapcsolatok története a második világháború után 1. (Bp., 1966)
- Akkor voltunk húszévesek; Zrínyi Ny., Bp., 1966 (Kozmosz könyvek)
- Fejlődő országok nem-kapitalista útja (Szentes Tamással, Bp., 1966)
- Nyolcvannyolc háború 1945-1967; Kossuth–Országos Béketanács, Bp., 1968
- Forró béke, hidegháború. A diplomáciai kapcsolatok története 1945–56 (Bp., 1970)
- Fegyverrel a fasizmus ellen / Korom Mihály: A magyarországi partizánmozgalom a második világháború idején / Kende István: Kommunista fiatalok a német megszállás idején; Nyomdaipari Szakmunkásképző Intézet Ny., Bp., 1970
- Helyi háborúk Ázsiában, Afrikában és Latin-Amerikában, 1945–1969 (Bp., 1972)
- Fejlődő országok lexikona; főszerk. Kende István; Akadémiai, Bp., 1973
- Fejlődő országok, haladó eszmék (szerkesztette és a bevezetőt írta, Bp., 1976)
- A kulturális igazgatás kézikönyve; összeáll. Blahó Pál, Dörnyei István, Kende István; Közgazdasági és Jogi, Bp., 1977
- Napjaink százhúsz háborúja. 1945-1976; Akadémiai, Bp., 1979 (Korunk tudománya)
- Forró béke, hidegháború A diplomáciai kapcsolatok története. 1945-1956; 2. átdolg. kiad.; Kossuth, Bp., 1979
- Az imperializmus a fejlődés és a béke ellen; OBT, Bp., 1979 (Béke és fejlődés)
- Katonai konfliktusok Fekete-Afrikában. Összeállítás a külföldi politikai irodalomból. 1975-1979; összeáll. Kende István; Országgyűlési Könyvtár, Bp., 1980
- Fekete-Afrika politikai, társadalmi és gazdasági viszonyai; MSZMP Politikai Főiskola, Bp., 1982